# 민진장 묘역
민진장 묘역(閔鎭長 墓域)은 경기도 여주시 점동면 부구리에 있는, 조선 후기의 문신 민진장(閔鎭長 : 1649~1700)의 묘역이다. 2006년 5월 17일 경기도의 기념물 제199호로 지정되었다.

## 개요
민진장(閔鎭長 : 1649~1700)은 조선 후기의 문신으로 본관은 여흥(驪興)이다. 송시열(宋時烈 : 1607~1689)의 문하에서 수학하였으며 20세에 진사가 된뒤 숙종 12년(1686)에 별시문과에 장원하였다. 예종참판, 승정원 도승지를 거쳐 숙종 22년(1696)에 병조판서가 되었다.
봉분은 단분으로 정경부인 의령남씨와의 합장묘이다. 석물로는 묘비 1기, 상석,향로석,혼유석 각 1기, 문인석 1쌍 및 계체석 등이 있다. 묘역에서 약 30m 아래에 신도비 1기가 있다. 망주석은 높이 198㎝의 규모로 좌측은 내려가고, 우측은 올라가는 형태의 쥐모양이 생동감있게 양각되어 있다. 묘역 아래 있는 신도비는 팔작지붕의 옥개석 위에 두 마리의 이룡(螭龍)이 몸이 뒤엉켜 서로 다른 방향을 바라보게 얹은 것이 특징적이다. 그리고 기대의 좌우 측면에는 앉아 있는 1마리의 해태를 양각하였고, 기대의 후면에는 연화당초문을 양각하여 놓았다. 이와 같은 조각의 신도비는 그 예도 드물뿐 아니라 조각 수법이 뛰어나 예술적 가치가 높다.

## 지정 사유
조선후기 문신으로 효행이 뛰어났을 뿐 아니라 우의정까지 군군의 중임을 잘 처리하여 문효공의 시호를 받았으며, 묘역의 석물 또한 잘보존되어 있고, 특히 신도비는 조각수법이 뛰어나고 희귀성이 있어 보존가치가 있다.

## 같이 보기
- 민진장

## 참고 문헌
- 민진장묘역 - 국가유산청 국가유산포털